# Terrence Thomas Prendergast

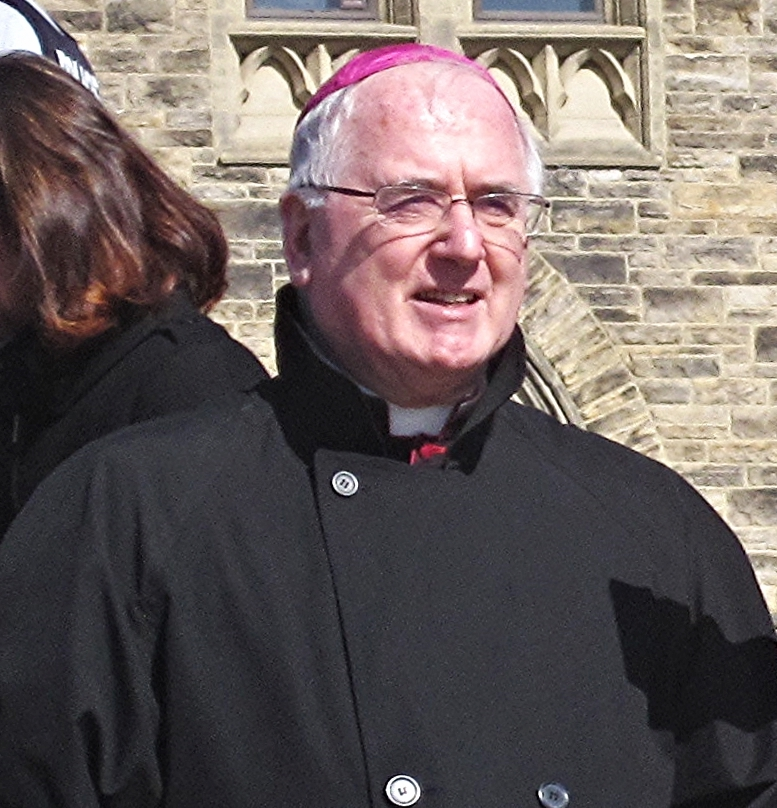
Terrence Prendergast (2015)

Wappen als Erzbischof von Ottawa

Terrence Thomas Prendergast SJ (* 19. Februar 1944 in Montréal) ist ein kanadischer Ordensgeistlicher und emeritierter römisch-katholischer Erzbischof von Ottawa-Cornwall.

## Leben
Terrence Thomas Prendergast trat der Ordensgemeinschaft der Jesuiten bei, legte die Profess am 15. August 1963 ab und der Weihbischof in Toronto, Thomas Benjamin Fulton, spendete ihm am 10. Juni 1972 die Priesterweihe.
Papst Johannes Paul II. ernannte ihn am 22. Februar 1995 zum Weihbischof in Toronto und Titularbischof von Slebte. Der Erzbischof von Toronto, Aloysius Matthew Ambrozic, spendete ihm am 25. April desselben Jahres die Bischofsweihe; Mitkonsekratoren waren Thomas Benjamin Fulton, Altbischof von Saint Catharines, und Attila Miklósházy SJ, Beauftragter für die Ungarnseelsorge. Als Wahlspruch wählte er In Nomine Jesu.
Am 30. Juni 1998 wurde er zum Erzbischof von Halifax ernannt und am 14. September desselben Jahres in das Amt eingeführt. Am 22. Januar 2002 wurde er zum Apostolischen Administrator von Yarmouth ernannt. Am 14. Mai 2007 wurde er zum Erzbischof von Ottawa ernannt und am 26. Juni desselben Jahres in das Amt eingeführt.
Nachdem er bereits im Januar 2016 als Apostolischer Administrator die Verwaltung des Bistums Alexandria-Cornwall übernommen hatte, vereinigte Papst Franziskus dieses Bistum am 27. April 2018 in persona episcopi mit dem Erzbistum Ottawa und ernannte Prendergast zum gemeinsamen Diözesanbischof der vereinigten Diözesen. Mit der vollständigen Vereinigung des Erzbistums Ottawa und des Bistums Alexandria-Cornwall am 6. Mai 2020 wurde er von Papst Franziskus zum Erzbischof von Ottawa-Cornwall ernannt. Die Amtseinführung erfolgte am 15. März desselben Jahres. Vom 30. November 2020 bis zum 24. August 2022 war Prendergast zudem Apostolischer Administrator von Hearst-Moosonee.
Am 4. Dezember 2020 nahm Papst Franziskus das von Terrence Thomas Prendergast aus Altersgründen vorgebrachte Rücktrittsgesuch an.